# 三屯镇
三屯镇，是中华人民共和国河南省洛陽市汝阳县下辖的一个乡镇级行政单位。

## 行政区划
三屯镇下辖以下地区：
三屯村、东保村、上河村、庙湾村、秦岭村、南保村、杜沟村、丁沟村、员沟村、北保村、郭庄村、下河村、新建村、耿沟村、东局村、花东村、花西村、玉马村、六湖村、黄营村、武沟村、六竹村、红军村和小寺河村。